# Le Porte-avions X
Pour plus de détails, voir Fiche technique et Distribution.
Le Porte-avions X (Wing and a Prayer) est un film américain d'Henry Hathaway, sorti en 1944.

## Synopsis
Dans les jours qui suivent l'attaque de Pearl Harbor, le peuple américain se demande "Où est notre marine ? Pourquoi ne se bat-elle pas ?" Gravement affaiblie par le désastre, la marine américaine élabore un plan pour piéger les Japonais en utilisant un seul porte-avions pour imiter une flotte afin de tromper la marine japonaise et la faire se diriger vers Midway, où elle sera attaquée. Pendant ce temps, sur le porte-avions chargé de la mission ("Porte-avions X"), le commandant de vol Bingo Harper est responsable des équipages de bombardiers qui ont porté le fardeau dans les premiers jours désespérés de la guerre. Il est dur et s'en tient aux règles, tandis que ses jeunes pilotes se comportent plutôt comme des jeunes et ne comprennent pas toujours sa façon de penser.
Un nouvel escadron dirigé par le capitaine de corvette Edward Moulton est affecté au porte-avions. Dès le premier atterrissage, Harper remarque une attitude négligente et inexpérimentée de la part de l'ex-star de Hollywood, l'enseigne Hallam "Oscar" Scott. Harper avertit Moulton que la sécurité de l'escadron ne peut être mise en péril et que la répétition de cette négligence ne sera pas tolérée. Moulton fait de son mieux avec ses hommes, mais il est loin d'avoir un contrôle absolu. Au cours d'un bombardement, l'enseigne Breinard largue une bombe près du porte-avions et Harper le met au sol. Après avoir gagné la Navy Cross pour ses actions à Coral Sea, l'enseigne Cunningham ne suit pas la procédure de décollage correcte et abandonne son avion dans la mer : Harper lui interdit de voler à nouveau. Plus tard, Cunningham sauve le navire lors d'une attaque suicide à la torpille d'un avion japonais.
Entre-temps, un message est reçu du quartier général de la marine. Le porte-avions reçoit l'ordre de pénétrer profondément dans les eaux ennemies, près des îles Salomon, et de faire connaître sa présence afin de tromper les Japonais sur les dispositions et les intentions de la flotte américaine. Cependant, ils ont reçu l'ordre strict de ne pas combattre. Lorsque les bombardiers de Moulton rencontrent quelques appareils japonais, ils suivent les ordres et se replient, mais deux appareils sont perdus. Ne connaissant pas le plan, les pilotes sont furieux. Cette situation se répète plusieurs fois dans d'autres endroits très éloignés les uns des autres, poussant les aviateurs au bord de la rébellion. Le porte-avions accomplit cependant sa mission, car les Japonais croient que les observations concernent plusieurs porte-avions américains, et non un seul.
Enfin, le piège préparé de longue date est tendu. Trompés en croyant que les porte-avions américains sont dispersés dans le Pacifique, les Japonais sont pris par surprise lorsque la flotte américaine concentrée attaque leurs porte-avions. De nombreux pilotes sont perdus, mais les Américains remportent une grande victoire. Cependant, le dernier bombardier, piloté par Scott et à court de carburant, a du mal à trouver leur porte-avions, qui est caché sous des nuages bas. Moulton supplie Harper d'allumer les projecteurs pour le guider, mais Harper refuse de prendre le risque de trahir l'emplacement du porte-avions aux sous-marins japonais qui pourraient se cacher à proximité. Finalement, on entend l'avion de Scott s'écraser dans l'eau lorsqu'il tombe en panne de carburant. Moulton et Harper se disputent, mais quelques minutes plus tard, on apprend que Scott a été récupéré par un destroyer. Harper donne bêtement à ses hommes une explication de son raisonnement lorsqu'il donne des ordres, ce qui peut signifier le sacrifice de quelques-uns pour le succès de la mission.

## Fiche technique
- Titre original : Wing and a Prayer
- Titre français : Le Porte-avions X
- Réalisation : Henry Hathaway
- Scénario : Jerome Cady
- Direction artistique : Lyle Wheeler, Lewis Creber
- Décors : Thomas Little
- Costumes : Sam Benson
- Photographie : Glen MacWilliams
- Son : Alfred Bruzlin, Roger Heman
- Montage : J. Watson Webb
- Musique : Hugo W. Friedhofer
- Production : William A. Bacher, Walter Morosco
- Société de production : Twentieth Century-Fox Film Corporation
- Société de distribution : Twentieth Century-Fox Film Corporation
- Pays d’origine :  États-Unis
- Langue originale : anglais
- Format : noir et blanc — 35 mm — 1,37:1 — son Mono (Western Electric Recording)
- Genre : film de guerre
- Durée : 96 minutes
- Date de sortie :
  - États-Unis : 28 juillet 1944 première mondiale à Providence (Rhode Island)

## Distribution
- Don Ameche : Commandeur "Bingo" Harper
- Dana Andrews : Lieutenant-Commandeur Edward Moulton
- William Eythe : Enseigne Hallam "Oscar" Scott
- Charles Bickford : Capitaine Waddell
- Cedric Hardwicke : Amiral
- Kevin O'Shea : Enseigne Charles "Cookie" Cunningham
- Richard Jaeckel : "Beezy" Bessemer
- Harry Morgan : Enseigne Malcolm Brainard
- Richard Crane : Enseigne Gus Chisholm
- Glenn Langan : Commandant en second
- Renny McEvoy : Enseigne Cliff Hale
- Robert Bailey : Enseigne Paducah Holloway
- Reed Hadley : Commandeur O'Donnell
- George Mathews : Dooley
- B. S. Pully : "Flat Top"
- Dave Willock : Enseigne Hans Jacobson
- Murray Alper : Benny O'Neill